# Timo Hildebrand
Timo Hildebrand (n. 5 aprilie 1979) este un fost fotbalist german care a evoluat pe postul de portar.
În sezonul 2003–04 Hildebrand a stabilit recordul de atunci al Bundesligii printre portari, pentru cele mai multe minute consecutive fără gol încasat (884 de minute).

## Statistici carieră
La 1 mai 2014.
|               |               |               | Campionat | Campionat | Cupă             | Cupă             | Continental | Continental | Total   | Total  |
| Sezon         | Club          | Ligă          | Meciuri   | Goluri    | Meciuri          | Goluri           | Meciuri     | Goluri      | Meciuri | Goluri |
| Germania      | Germania      | Germania      | Campionat | Campionat | DFB-Pokal        | DFB-Pokal        | Europa      | Europa      | Total   | Total  |
| ------------- | ------------- | ------------- | --------- | --------- | ---------------- | ---------------- | ----------- | ----------- | ------- | ------ |
| 1999–00       | Stuttgart     | Bundesliga    | 6         | 0         | 0                | 0                | 0           | 0           | 6       | 0      |
| 2000–01       | Stuttgart     | Bundesliga    | 32        | 0         | 5                | 0                | 6           | 0           | 43      | 0      |
| 2001–02       | Stuttgart     | Bundesliga    | 31        | 0         | 3                | 0                | 0           | 0           | 34      | 0      |
| 2002–03       | Stuttgart     | Bundesliga    | 20        | 0         | 1                | 0                | 4           | 0           | 25      | 0      |
| 2003–04       | Stuttgart     | Bundesliga    | 34        | 0         | 0                | 0                | 8           | 0           | 42      | 0      |
| 2004–05       | Stuttgart     | Bundesliga    | 34        | 0         | 3                | 0                | 7           | 0           | 44      | 0      |
| 2005–06       | Stuttgart     | Bundesliga    | 31        | 0         | 2                | 0                | 6           | 0           | 39      | 0      |
| 2006–07       | Stuttgart     | Bundesliga    | 33        | 0         | 6                | 0                | 0           | 0           | 39      | 0      |
| Spania        | Spania        | Spania        | Campionat | Campionat | Copa del Rey     | Copa del Rey     | Europa      | Europa      | Total   | Total  |
| 2007–08       | Valencia      | La Liga       | 26        | 0         | 3                | 0                | 3           | 0           | 32      | 0      |
| 2008–09       | Valencia      | La Liga       | 0         | 0         | 0                | 0                | 0           | 0           | 0       | 0      |
| Germania      | Germania      | Germania      | Campionat | Campionat | DFB-Pokal        | DFB-Pokal        | Europa      | Europa      | Total   | Total  |
| 2008–09       | Hoffenheim    | Bundesliga    | 10        | 0         | 0                | 0                | 0           | 0           | 10      | 0      |
| 2009–10       | Hoffenheim    | Bundesliga    | 28        | 0         | 0                | 0                | 0           | 0           | 28      | 0      |
| Portugalia    | Portugalia    | Portugalia    | Campionat | Campionat | Taça de Portugal | Taça de Portugal | Europa      | Europa      | Total   | Total  |
| 2010–11       | Sporting      | Primeira Liga | 0         | 0         | 1                | 0                | 2           | 0           | 3       | 0      |
| Germania      | Germania      | Germania      | Campionat | Campionat | DFB-Pokal        | DFB-Pokal        | Europa      | Europa      | Total   | Total  |
| 2011–12       | Schalke 04    | Bundesliga    | 6         | 0         | 0                | 0                | 5           | 0           | 11      | 0      |
| 2012–13       | Schalke 04    | Bundesliga    | 21        | 0         | 3                | 0                | 3           | 0           | 27      | 0      |
| 2013–14       | Schalke 04    | Bundesliga    | 12        | 0         | 2                | 0                | 6           | 0           | 20      | 0      |
| Total         | Germania      | Germania      | 298       | 0         | 25               | 0                | 45          | 0           | 368     | 0      |
| Total         | Spania        | Spania        | 26        | 0         | 3                | 0                | 3           | 0           | 32      | 0      |
| Total         | Portugalia    | Portugalia    | 0         | 0         | 1                | 0                | 2           | 0           | 3       | 0      |
| Total carieră | Total carieră | Total carieră | 324       | 0         | 29               | 0                | 50          | 0           | 403     | 0      |

## Palmares
Germania
- Campionatul Mondial de Fotbal

Locul 3 – Bronz: 2006
- Cupa Confederațiilor FIFA

Locul 3 – Bronz: 2005
VfB Stuttgart
- Bundesliga: 2006–07
- DFB Pokal

Finalist: 2006–07
Valencia CF
- Copa del Rey: 2007–08